# ルーカ・シリガルディ
ルーカ・シリガルディ（Luca Siligardi，1988年1月26日 - ）は、イタリア・コッレッジョ出身のサッカー選手。ポジションはミッドフィールダー。フェラルピサロ所属。

## 経歴
2006年夏、インテルナツィオナーレ・ミラノのトップチームに昇格する。
2017年7月15日、パルマ・カルチョ1913に移籍する。しかしこのシーズンは低調なパフォーマンスに終始した。
2018年2月、Jリーグのサガン鳥栖が獲得に動いていると報じられた。当時、鳥栖の監督はイタリア人のマッシモ・フィッカデンティであり、シリガルディ自身もピアチェンツァ・カルチョでわずかな期間ながら師事したこともあったことから、本人も日本行きに前向きであったと伝えられていたが破談に終わった。
2022年1月29日、フェラルピサロに移籍した。